# Hermas Gbaguidi
Pour les articles homonymes, voir Gbaguidi.
Hermas Gbaguidi un poète et dramaturge engagé né à Savalou le 9 mai 1968, en République du Bénin.

## Biographie
Il est né d'un père instituteur et d'une mère ménagère.

### Le metteur en scène
Créateur et metteur en scène, il introduit au Bénin le théâtre expérimental et le théâtre communautaire. Il a été le premier metteur en scène au Bénin de la pièce Gogo la renverse de Camille Amouro en 1998, Négrerrances de José Pliya en 2000, de Départ/Chœurs de femmes de Monique Phoba en 2000.
En 2016, il crée un spectacle avec les chasseurs de la confrérie des chasseurs de Bantè qu'il présente à Abbeville en France. Il travaille aujourd'hui à M'Brago 2 et accompagne le président du CRESAS dans sa volonté de mise en place d'une Plateforme culturelle internationale.
En 2017, l'espace Tchif de Cotonou lui donne carte blanche pour l'agenda culturel.

### Vie associative
Il a occupé à partir de 1992, le poste de trésorier général du syndicat national des artistes du Bénin et est membre du complexe artistique et culturel Kpanlingan. Il est après membre de l'ACCD, de la médiathèque des diasporas, et assistant artistique du festival Racine à Porto-Novo. Il crée trois compagnies à la ville de Porto-Novo. Directeur artistique du groupe H2O, des AS de la Capitale, du complexe artistique et culturel de la Boucle de Mouhoun. Il est conseiller de plusieurs festivals comme le Festhef Togo, Rendez vous chez-nous au Burkina Faso, le FITHA en Côte d'Ivoire. Personne ressource des Récréatrales, Administrateur délégué du Chantier panafricain d'écriture dramatique de femmes. Membre du Cresas et directeur de CESAM et de la plateforme culturelle internationale de M'Brago 2, il est membre fondateur de L'association Escale des écritures.

### Vie religieuse
Il est né dans une famille catholique et est un catholique syncrétique. Il connaît le vaudou sans être vaudouisant. Il est gouverneur à l'Association pour la Sauvegarde des Masques Africains (ASAMA) association qui a son siège à Dédougou au Burkina Faso.

### Vie artistique
En 2000, il est interdit pendant dix ans de séjour en France[pourquoi ?]. Ses créations sont bloquées en Guinée-Conakry et au Niger. Son éditeur le représente à la cérémonie de dédicaces de son livre au Théâtre du Rond-Point de Paris en 2004. Adama Traoré va organiser la première de son spectacle sur les terres africaines à Bamako au Mali.
Il forme des auteurs, des metteurs en scène, des scénographes, des administrateurs de compagnies. En peu de temps il transforme ses apprenants en de véritables professionnels de la discipline.
Depuis 1995, jusqu'à nos jours il continue de former et de transmettre sa passion et son savoir-faire.
Il mène deux chevaux de bataille depuis 2017 : la lutte pour la réhabilitation de la tombe de l'icône nationale de la boxe, Sowéto, et aussi, avec son ami Hector Houégban, de tout faire pour que la mention de culture soit réintégrée dans la Constitution du Bénin.
Il vit depuis 2021 à M'Brago en Côte d'Ivoire, où il est directeur de la plateforme artistique du CRESAS.

### En collaboration
- Jérôme-Michel Tossavi, Hurcyle Gnonhoué, Hermas Gbaguidi, Trois dramaturges béninois, 2015
- Moussa Diagana, Hermas Gbaguidi, Koulsy Lamko...[et al.], De Targuiya à Tobbie : 6 pièces du théâtre africain, 2020